# Raoul De Keyser
Raoul De Keyser (* 29. August 1930 in Deinze, Provinz Ost-Flandern, Königreich Belgien; † 6. Oktober 2012 ebenda) war ein belgischer Künstler, der ein Vertreter der Abstrakten Malerei des 20. Jahrhunderts war.

## Leben
De Keyser war Autodidakt, der in den 1960er Jahren zur bildenden Kunst fand. Vorher war er Sportreporter. Erst Anfang der 1990er Jahre gab es größere Ausstellungen seiner Werke in Deutschland und der Schweiz. Der belgische Kurator der documenta IX Jan Hoet stellte mittels dieser Ausstellung 1992 in Kassel seine Werke zum ersten Mal einem größeren Publikum vor.

## Werke in öffentlichen Sammlungen
- Museum of Modern Art, New York City, USA
- Museum Ludwig, Köln
- Museum of Contemporary Art, Los Angeles, Kalifornien, USA
- Carnegie Museum of Art, Pittsburgh, Pennsylvania, USA
- San Francisco Museum of Modern Art, San Francisco, Kalifornien, USA
- Stedelijk Museum voor Actuele Kunst, Gent, Belgien

## Einzelausstellungen
- 2000: The Royal Hibernian Academy, Dublin, Irland
- 2001: Stedelijk Museum voor Actuele Kunst, Gent, Belgien
- 2001: The Renaissance Society der University of Chicago
- 2002: Museum Dhont-Dhaenens, Deurle, Belgien
- 2004: Retrospektive in der Whitechapel Art Gallery, London und danach in verschiedenen Städten Europas, abschließend 2005 im Kunstverein St. Gallen, St. Gallen, Schweiz
- 2006: Musée des beaux arts, Brüssel
- 2009: Kunstmuseum Bonn, Bonn
- 2011: De Loketten, dem Flämischen Parlament, Brüssel
- 2019: Œuvre, Pinakothek der Moderne, München (in Kooperation mit dem Stedelijk Museum voor Actuele Kunst, Gent)